# Epicauta floydwerneri
Epicauta floydwerneri là một loài bọ cánh cứng trong họ Meloidae. Loài này được Martínez miêu tả khoa học năm 1955.